# Misil M51
El M51 es un misil balístico lanzado desde submarino (SLBM) francés tipo MIRV, esto es, que su cabeza de combate puede contener varias ojivas independientes, cada una con una trayectoria diferente, siendo así más difícil su interceptación por parte de los escudos antimisiles. Es el misil principal de la Force de frappe. Es fabricado por ArianeGroup.
Los misiles M51 se ajustan progresivamente a los submarinos de misiles nucleares desde 2010 hasta 2018. Es uno de los dos vectores franceses de armas nucleares en servicio en 2018 junto con el misil de crucero aire-tierra de alcance medio mejorado.

## Historia

### Lanzamiento del programa M5 y luego M51
El programa de desarrollo de misiles M51 es parte de la evolución de la fuerza disuasoria francesa, iniciada por el misil M1 que entró en servicio en 1971. El misil M51 está destinado a suceder al M45.
Lanzada en 1992, el proyecto de M-5 incluye una 3ª etapa de maniobra para mejorar la precisión del misil. Pero en febrero de 1996, Jacques Chirac abandonó el desarrollo de esta etapa por razones presupuestarias y el M-5 se convirtió en el M-51. El programa de misiles M-51 se lanzó luego con la intención de reemplazar el M-45, la versión más eficiente del M-4, para 2010. La precisión del M-51 será menor que su equivalente estadounidense, el Trident II D5. Este proyecto de desarrollo para una nueva generación de misiles balísticos requirió una fase de desarrollo que movilizó a casi mil ingenieros y técnicos durante 4 años. El tiempo de desarrollo se redujo de manera que se encaja directamente de propulsión nuclear submarinos de misiles balísticos de nueva generación de SSBN (SSBN NG) de la fuerza oceánica estratégica francesa (FOST) a partir de 2010, este programa de desarrollo para un ahorro global de más de 800 millones de euros en el desarrollo de todos los programas SNLE-NG (clase Le Triomphant), M45 y M51.
El desarrollo del sistema de implementación M51 en la base operativa de Long Island comenzó en 1999. En Guenvenez, los edificios en cuestión deben acomodar la parte de propulsión del misil futuro, cumplir con las limitaciones pirotécnicas, satisfacer la necesidad de Protección contra rayos y protección del medio ambiente, todo en una línea de tiempo ajustada. En Long Island, esto implica la construcción del edificio de unión para los nuevos misiles y la construcción de un ferrocarril altamente seguro para el transporte horizontal del misil a la vecindad del submarino donde el misil es verticalizado.
Una primera campaña de ocho pruebas de lanzamiento (todas las cuales se llevaron a cabo con éxito en Toulon) de modelos instrumentados a escala 1 “Jonas” (Virginie y Magali) del M51 comenzó el 27 de noviembre de 2003 y finalizó el 17 de octubre de 2005.
El 9 de noviembre de 2006 se realizó un primer vuelo experimental del misil estratégico M51 (desarmado) a pesar de la presencia de oponentes en el sitio del centro de pruebas de Landes. Lanzado a 9:45 p. m. en Biscarrosse, alcanzó alrededor de un cuarto de hora después el punto de impacto en el Atlántico norte, frente a la costa de América, después de una reentrada en la atmósfera a Mach 25. Incluso antes de este lanzamiento, el Departamento de Asuntos Exteriores de Canadá protestó ante Francia e incluso le pidió que lo cancelara debido a los riesgos para el transporte aéreo.(escombros que caen). El gobierno canadiense reitera sus solicitudes durante la segunda ronda, que tiene lugar con éxito el 21 de junio de 2007 a las 10:14 a. m. con zanjas en el espacio aéreo estadounidense, pero cerca de Canadá. Un tercer lanzamiento submarino se lleva a cabo con éxito el 13 de noviembre de 2008 a las 10h05.

### Integración a bordo de submarinos
El cuarto disparo es el primero realizado desde un submarino en inmersión Le Terrible (S619), inmerso en Audierne Bay en 27 de enero de 2010 a 9h25. El misil recorrió aproximadamente 4.500 kilómetros en 20 minutos.
Después de los primeros cinco disparos, todos completados con éxito, el misil se encarga 27 de septiembre de 2010. Se han ordenado tres lotes de 16 misiles M51. El primer lote de 16 misiles estándar M51.1 se entregó en 2010 y su puesta en marcha tuvo lugar al mismo tiempo que el cuarto SNG NG Le Terrible. La fuerza de ataque del Terrible alcanzó 96 TN75 sigilo y ojivas nucleares independientes de 110 kt cada una, para una potencia total equivalente a 700 veces (7,3 veces cada una) la bomba utilizada en Hiroshima (15 kilotones). El segundo SNG NG Le Vigilant se actualizó en Brest entre 2010 y 2012 para poder lanzar el M51.1 después de 30 meses de trabajo y 4 millones de horas de trabajo realizado por 1.100 personas y entregado en 2013.
Un disparo de prueba realizado en 5 de mayo de 2013 desde el SNLE Le Vigilant ha fallado. El Ministerio de Defensa francés afirma que "la salida del misil del submarino fue normal y segura para el submarino y su tripulación", pero que durante la primera fase del vuelo, ocurrió un incidente y ha resultado la autodestrucción del misil.

### Versiones M51.2 y M51.3
Para 2015, Astrium Space Transportation está preparando una versión M51.2 que le permite explotar la nueva ojiva nuclear oceánica (TNO), más sigilosa, con mejores ayudas de penetración y con una potencia estimada de 100 kt, que se está desarrollando por CEA / DAM. Un nuevo disparo de prueba de misiles balísticos fue exitoso en 30 de septiembre de 2015 a las 10h28. Podría ser la versión M51.2, que sobrevoló el Atlántico Norte sin su carga nuclear. Esta nueva versión se implementará en 2016. El costo total del proyecto es de 3.500 millones de euros.
El octavo M51.2 cuyo lanzamiento de prueba se llevó a cabo con éxito el 1 de julio de 2016, frente al submarino Le Triomphant, la actualización se inició en 2013. En esa fecha, tres de los cuatro lanzadores de submarinos de propulsión nuclear en servicio estaban equipados con él. El último en recibir el M51 es Le Téméraire, que puede lanzar M51.2s desde 2018.
Una versión mejorada del misil M51.3 ha estado bajo investigación y desarrollo desde 2014 y debería entregarse en 2025. Este misil aumentaría el alcance en varios cientos de kilómetros y equipará a los futuros SNLE NG en desarrollo, para entrar en servicio en 2030. Esta versión retomaría las características de M51.2 con una tercera etapa mejorada, para aumentar el alcance máximo, pero también para garantizar la penetración de las futuras defensas antimisiles enemigas.

## Características
El M51 es un misil de tres etapas, de 12 metros de altura, con una masa total superior a 50 toneladas (54 máximo, en comparación con 36 toneladas para el misil M45) que fue diseñado para que pueda ser lanzado desde debajo de un - marinero de buceo. Expulsado por un sistema de caza de pólvora, el misil brota del agua y luego enciende su motor a unas pocas decenas de metros de la superficie.
Sus etapas están equipadas con propulsores equipados con boquillas con topes flexibles, que desarrollan 180 toneladas de empuje, lo que le permite alcanzar la velocidad de Mach 15 (19.000 km/h). Las estructuras están hechas de fibra de carbono / epoxy enrollado. Su propulsión es similar a la de los "propulsores" (motores auxiliares) del cohete civil Ariane 5. El combustible utilizado es un propelente sólido (perclorato de amonio), que es en forma de una goma de color grisáceo.
Debido a sus dimensiones, más de dos metros de diámetro y casi seis metros de altura, los cuerpos propulsores actualmente en producción, destinados a la primera etapa del misil, son hoy las estructuras compuestas más grandes jamás producidas en Europa para una etapa de polvo, y la segunda en todo el mundo, por detrás de las de Thiokol Propulsión en los Estados Unidos.
El M51 difiere de su predecesor, el M45, no solo en términos de dimensiones, sino también en la interfaz con los tubos de lanzamiento. También tiene muchas mejoras.

Comparación de sistemas de armas: izquierda, SNLE equipada con M4. A la derecha, SNLE-NG equipado con el M45 y el M51.1.

El misil M51 tiene una mayor capacidad de carga, hasta casi el doble que la M45, y esto (además de su mayor diámetro) gracias a la adopción de un perfil de tapa hidrodinámica robusto complementado por un parabrisas telescópico, reductor aerodinámico de arrastre.
La primera versión llamada M51.1 está armada para transportar las ojivas furtivas TN 75 de 110 kt (6 cabezas) que equipan el M45 actual.
A partir de 2016, una versión mejorada llamada M51.2 estará equipada con nuevas (TNO) de 100 kt. También tiene una capacidad multi-objetivo que le permite alcanzar varios objetivos distantes en un área de 220 × 60 km (13.000 km²) gracias a un sistema de separación de la cabeza integrado en la parte superior del misil.
Mientras que los misiles M45 tenían un alcance de alrededor de 6.000 km, este nuevo vector nuclear tiene un rendimiento balístico que le da un mayor alcance. Para la versión M51.1, el alcance máximo, aunque se mantiene en secreto y depende del número de ojivas a bordo, se estima en 6.000 km con una carga de 1.400 kg correspondiente a 6 cargas TN75, y 14.000 km con una sola carga TN75. El misil es capaz de garantizar un vuelo que puede superar los 1.000 km en altitud 33 , 34 con una precisión mejorada en comparación con los misiles M45 actuales. Con la versión M51.2 el alcance se estima en 9.000 km 4 con 6 cargas TNO y la parte superior tiene una mejor capacidad para penetrar las defensas enemigas. Estas características permiten a los submarinos restringir sus áreas de patrulla evitando el cuello de botella del Estrecho de Gibraltar: la Bahía Oeste de Bengala o Norteamérica son accesibles desde el área de patrulla atlántica y el continente euroasiático del Océano Índico. Cada submarino lleva dieciséis misiles estratégicos.
Finalmente, según algunos críticos, la "perfección" de las 6 tomas de la TN 75 realizadas en Moruroa y Fangataufa entre el 5 de septiembre de 1995 y el 27 de enero de 1996 y el acuerdo de cooperación franco-estadounidense del 17 de junio de 1996 auguraría éxito del "desarrollo de armas de capacitancia variable, la ultra-miniaturización de blancos puntuales (el establecimiento de sistemas de guía de precisión del medidor) y la tercera generación de armas poderosas para generar pulsos electromagnéticos."